# !［ai-ou］
『! [ai-ou]』（アイ・オー）は、1991年1月26日公開の日本映画。108分、カラー作品。

## あらすじ
中年チンピラの修次はヤクザの川本の借金取り立ての下請け、違法薬物の販売、ジャパユキさんの斡旋などを生業としている。借金の取り立て相手として知り合った一流大学卒のエリート銀行マンからドロップアウトした・圭介。めっぽう腕っぷしが強いアウトサイダー・元。ひょんなことから知り合った3人は手を組むことになる。修次はポンコツのセスナをレストアしパイロットライセンスを取得していつの日か飛ばすことを夢みてライセンス取得のために英会話教室に通っている。そこで知り合った美人英語教師・かすみに元は一目惚れをする。しかし地上げ仕事の失敗から川本に借金をしてしまったことをきっかけとして薬物強盗に手を出した彼らはヤクザの縄張り争いに巻き込まれていく。

## スタッフ
- 原案：遊川和彦
- 企画：秋元康
- 監督：堤ユキヒコ（堤幸彦）
- 脚本：斉藤猛
- 音楽：鈴木キサブロー
  - 演奏：CAMP
  - 主題歌：「スローバラード」RCサクセション
  - 挿入歌：「雨あがりの夜空に」RCサクセション
- 撮影：高間賢治
- 照明：吉角壮介
- 美術：及川一
- 録音：林大輔
- 技斗：高瀬将嗣（補佐：瀬木一将）
- セスナスタント：野中義文
- マリンコーディネート：三石千尋とマイクスタントマンチーム
- カースタント：スーパードライバーズ
- タイトル・合成：白組
- 現像：東京現像所
- スタジオ：にっかつ撮影所
- 製作総指揮：大橋渡、原田太郎
- 製作者：佐藤光夫
- プロデューサー：市村朝一、小滝祥平、藤田義則
- 配給：東宝
- 製作：スタッフシーカ／フットワークプロダクション

## キャスト
- 佐倉修次：柴田恭兵
- 辻川圭介：錦織一清（少年隊）
- 谷口元：大槻ケンヂ（筋肉少女帯）
- 浅井かすみ：岡部まり
- 医師：斉木しげる
- 女医：渡辺えり子
- 辻川圭吾：上田耕一
- 川本：深水龍作
- 太田社長：石井光三
- 太田鉄雄：我王銀次
- 秋元康、マルセ太郎、石井愃一、清水宏、長江英和、手塚とおる、渋谷琴乃、チャイルズ、白鳥夕香、干潟智子、安藤麗二　ほか

## 受賞
主演の柴田恭兵が第15回日本アカデミー賞にて本作品と映画『福沢諭吉』で優秀主演男優賞を受賞している。

## 映像ソフト化
東宝ビデオよりVHSでソフト化されている。DVD化、オンデマンド配信はされていない。